# Margaret St. Clair

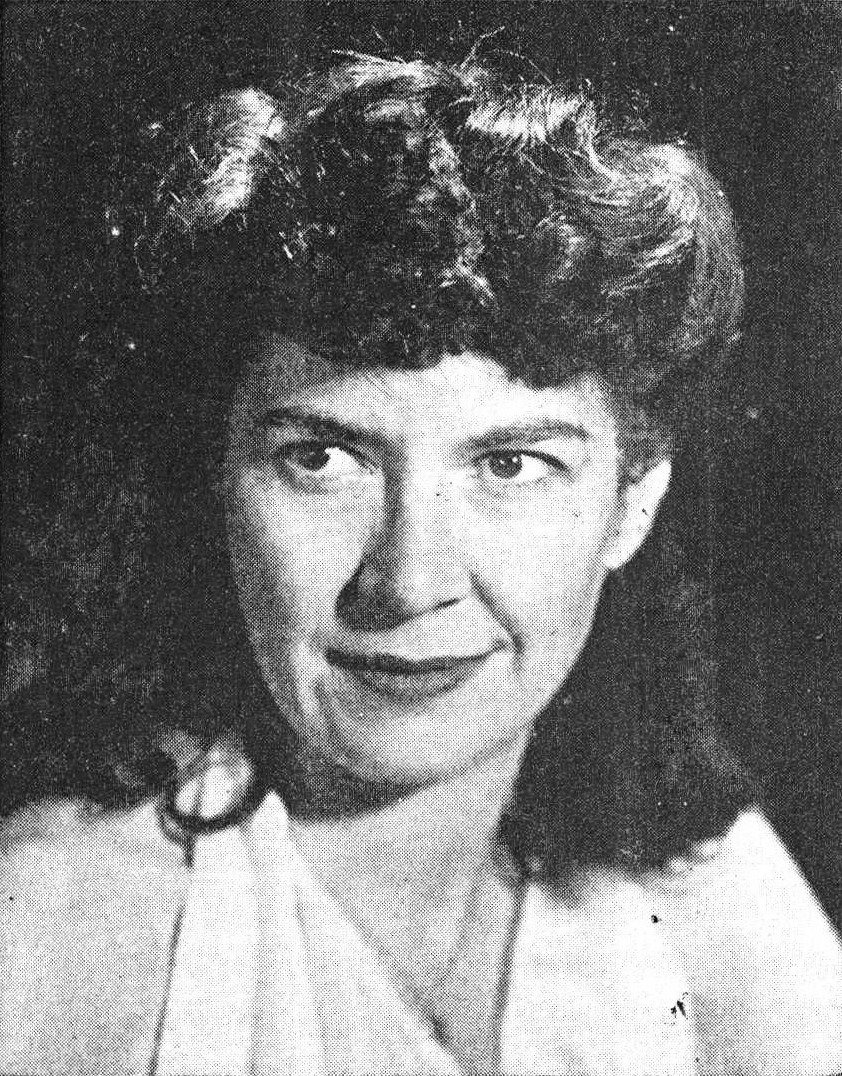
Margaret St Clair

Margaret St. Clair (geboren als Eva Margaret Neeley am 17. Februar 1911 in Hutchinson, Kansas; gestorben am 22. November 1995 in Santa Rosa, Kalifornien) war eine amerikanische Science-Fiction- und Fantasy-Autorin. Bekannt ist sie vor allem durch ihre Kurzgeschichten, von denen sie mehrere unter dem Pseudonym Idris Seabright schrieb.

## Leben
Sie war die Tochter des Anwalts und Kongressabgeordneten George Arthur Neeley und der Lehrerin Elvira („Eva“) Margaret Neeley, geborene Hostetler. Ihre Tante mütterlicherseits war mit Walter R. Stubbs verheiratet, Politiker und Gouverneur von Kansas. Ihr Vater starb im Januar 1919, als Margaret sieben Jahre alt war. Ab 1928 lebte sie zusammen mit ihrer Mutter in Santa Ana, Kalifornien, wo sie das Santa Ana Junior College besuchte und 1930 dort abschloss.
Sie studierte Klassische Philologie an der University of California in Berkeley, wo sie 1933 mit dem Master abschloss und eine Mitgliedschaft bei Phi Beta Kappa erwarb. 1932 hatte sie den Schriftsteller und Kinderbuchautor Eric St. Clair geheiratet, den sie in Berkeley kennengelernt hatte. Von 1938 bis 1941 war sie Gärtnerin, betrieb eine Pflanzung mit seltenen Birnensorten in El Sobrante (St. Clair Rare Bulb Gardens) und züchtete Dackel. Seit 1945 war sie hauptberuflich Schriftstellerin.
Ihre ersten veröffentlichten Short Storys waren Detektivgeschichten, so The Perfectionist, die im Mai 1946 in Mystery Book Magazine erschien. Ihre erste Science-Fiction-Erzählung war Rocket to Limbo, erschienen im November 1946 in Raymond Palmers Fantastic Adventures. Von 1946 bis 1981 verfasste sie über 100 SF- und Fantasy-Erzählungen, von denen einige auch ins Deutsche übersetzt wurden. Neben diesen Short Storys schrieb sie auch acht Romane, deren erster, Agent of the Unknown, 1956 erschien. Sowohl St. Clair selbst als auch ihre Kritiker sahen ihre Stärke aber in der Kurzgeschichte. St. Clair begründete das damit, dass die Kurzgeschichte „philosophischer“ sei. Man hat in St. Clairs Science Fiction ein Beispiel dafür gesehen, dass in einer Zeit, in der SF stark mit technologischen Themen befasst und Leser und Autoren sehr vorwiegend Männer waren, es durchaus möglich war, als weibliche Autorin mit starken Protagonistinnen ganz andere Themen aufzugreifen.
Das Ehepaar unternahm Reisen, unter anderem nach China, und war sehr früh in Kontakt mit der neopaganen Wicca-Bewegung von Gerald Gardner, noch bevor diese durch Raymond und Rosemary Buckland in den USA Verbreitung fand. Chas S. Clifton und Terence E. Hanley führen das darauf zurück, dass zum einen St. Clair durch ihre klassische Bildung und ihre Kenntnis antiker Mythologie einen entsprechenden Hintergrund hatte und vermutlich Robert Graves’ 1948 erschienenes Buch The White Goddess: A Historical Grammar of Poetic Myth gelesen hatte, in dem Graves das Konzept eines keltisch-antiken Kultes der Göttin entwickelt, das dann von Gardner aufgenommen und zur Grundlage seines Wicca-Kultes gemacht wurde. Gardners Witchcraft Today war 1953 erschienen. Jedenfalls weist der 1963 erschienene Roman Sign of the Labrys bereits deutliche Bezüge zu Wicca auf. In Zusammenhang mit neopaganer Praxis dürften auch die Aufenthalte des Ehepaares in Nudistenkolonien zu sehen sein.
1995 ist Margaret St. Clair im Alter von 84 Jahren gestorben. Ihr Ehemann war bereits 1986 verstorben. Die Ehe war dem Wunsch des Paares entsprechend kinderlos geblieben. St. Clairs Nachlass befindet sich in der Bibliothek der University of California in Riverside.

## Bibliografie
Romane
- Agent of the Unknown (1956)
  - Deutsch: Die Puppe aus dem Nichts. Pabel (Utopia Zukunftsroman #290), 1961. Auch als: Moewig (Terra Extra #151), 1967.
- The Green Queen (1956, erweiterte Fassung der Novelle Mistress of Viridis, 1955)
- The Games of Neith (1960)
- Sign of the Labrys (1963)
- Message from the Eocene (1964)
  - Deutsch: Botschaft aus dem Eozän. Moewig (Terra Astra #59), 1972.
- The Dolphins of Altair (1967)
- The Shadow People (1969)
- The Dancers of Noyo (1973)

Sammlungen
- Three Worlds of Futurity (1964)
  - Deutsch: Das Venusabenteuer. Moewig (Terra Astra #65), 1972.
- Change the Sky and Other Stories (1974)
- The Best of Margaret St. Clair (1985)
- The Hole in the Moon and Other Tales by Margaret St. Clair (2017)

Nuse Man (Kurzgeschichtenserie)
- The Nuse Man (1960)
- The Airy Servitor (1960)

Oona and Jick (Kurzgeschichtenserie)
- The Soma Racks (1947)
- Super Whost (1947)
- Aleph Sub One (1948)
- The Dobridust (1948)
- The Metal Lark (1948)
- The Rotohouse (1948)
- The Himalaychalet (1949)
- The Neo-Geoduck (1949)

Kurzgeschichten
- The Perfectionist (1946)
- Rocket to Limbo (1946)
- The Stroller (1947)
- Probate (1947)
- Whenever the Sun Shines (1947)
- Piety (1947)
- Neighbor to a Nightmare (1948, auch als Murder on the Five Fifteen, 1951)
- Quis Custodiet … ? (1948)
- The Hierophants (1949)
- Garden of Evil (1949)
- Dreadful Dreamer (1949)
- The Sacred Martian Pig (1949, auch als Idris’ Pig, 1964)
  - Deutsch: Mission auf dem Mars. In: Das Venusabenteuer. 1972.
- The Counter Charm (1949)
- Bride of Eternity (1949)
- The Gardener (1949)
- Child of Void (1949)
- Jamieson (1949)
- The Boy Who Predicted Earthquakes (1950)
- The Listening Child (1950, als Idris Seabright)
- Hathor’s Pets (1950)
- The Family (1950)
- World of Arlesia (1950)
- The Corn Dance (1950)
- Flowering Evil (1950)
- The Last Three Ships (1950, auch als The Estuary)
- The Pillows (1950)
- Mrs. Hawk (1950)
- Meem (1950)
- The Invisible Reweaver (1950)
- The Everlasting Food (1950)
  - Deutsch: Das Venusabenteuer. In: Das Venusabenteuer. 1972.
- Professor Kate (1951)
- Age of Prophecy (1951)
- Then Fly Our Greetings (1951)
- Brightness Falls from the Air (1951, auch als Idris Seabright)
  - Deutsch: Sternenstaub fällt vom Himmel. In: Brian W. Aldiss, Wolfgang Jeschke (Hrsg.): Titan 19. Heyne (Heyne Science Fiction & Fantasy #3949), 1983, ISBN 3-453-30879-4.
- The Replaced (1951)
- Follow the Weeds (1951)
- The Little Red Owl (1951)
- The Inhabited Men (1951)
- The Man Who Sold Rope to the Gnoles (1951, auch als Idris Seabright)
- The Bird (1951)
- The Way Back (1951)
- An Egg a Month from All Over (1952, auch als Idris Seabright)
- The Hole in the Moon (1952, auch als Idris Seabright)
- Return Engagement (1952)
- The Dancers (1952, als Wilton Hazzard)
- The Vanderlark (1952)
- Vulcan’s Dolls (1952)
- The Muralist (1952)
- The Causes (1952, als Idris Seabright)
- Island of the Hands (1952)
  - Deutsch: Die Insel der Hände. In: Das Venusabenteuer. 1972.
- Continued Story (1952)
- Judgment Planet (1953, auch als Idris Seabright)
- New Ritual (1953, als Idris Seabright)
- The Altruists (1953, auch als Idris Seabright)
- Prott (1953)
  - Deutsch: Das Prott. In: Nur ein Marsweib und andere Science Fiction-Stories. Ullstein (Ullstein Bücher #248), 1959.
- The Unreliable Perfumist (1953)
- Thirsty God (1953, auch als Idris Seabright)
- The Espadrilles (1953)
- The Goddess on the Street Corner (1953)
- The Monitor (1954)
- Brenda (1954)
- Finders Keepers (1954)
- Short in the Chest (1954, auch als Idris Seabright)
- The Rations of Tantalus (1954, auch als The Rages, 1964)
  - Deutsch: Rage. In: Das Venusabenteuer. 1972.
- The Marriage Manual (1954)
- Asking (1955, auch als Idris Seabright)
- Bannion’s Cave (1955)
- Change the Sky (1955, auch als Idris Seabright)
- Personal Monster (1955, auch als Idris Seabright)
- Crescendo (1955)
- Mistress of Viridis (1955)
- Lazarus (1955)
- Fort Iron (1955)
- Stawdust (1956, auch als Idris Seabright)
- The Hero Comes (1956, auch als Idris Seabright)
- White Goddess (1956, auch als Idris Seabright)
- The Death Wish (1956)
- Horrer Howce (1956)
  - Deutsch: Horrer-Hauß. In: Peter Haining (Hrsg.): Ungeheuer. Fischer Taschenbuch (Fischer Taschenbücher #1417), 1973, ISBN 3-436-01806-6.
- Consumership (1956)
- Beaulieu (1957)
- Eithne (1957, auch als Idris Seabright)
- The Wines of Earth (1957, auch als Idris Seabright)
- Inauguration (1957)
- Starobin (1957)
- The Death of Each Day (1958, auch als Idris Seabright)
- Squee (1958)
- Birthright (1958)
- To Please the Master (1958)
- The Invested Libido (1958)
- Vector (1958)
- Graveyard Shift (1959, auch als Idris Seabright)
- The Anaheim Disease (1959)
- Discipline (1959)
- The Scarlet Hexapod (1959)
- The Autumn after Next (1960)
- Parallel Beans (1960)
- The House in Bel Aire (1961)
- Lochinvar (1961)
- An Old-Fashioned Bird Christmas (1961)
- Roberta (1962)
- Shore Leave (1974)
- The Shadow of Horns (1974)
- Places to Crawl Through (1979)
- The Sorrows of Witches (1979)
  - Deutsch: Die Tränen einer Hexe. In: Jessica Salmonson (Hrsg.): Amazonen!. Bastei Lübbe (Bastei Lübbe Science Fiction Special #24023), 1981, ISBN 3-404-24023-5.
- Wryneck, Draw Me (1980)
- The Hashed Brown Buggy (1981)